# 兴隆乡 (盐津县)
兴隆乡，是中华人民共和国云南省昭通市盐津县下辖的一个乡镇级行政单位。

## 行政区划
兴隆乡下辖以下地区：
仁富社区、兴隆村、蒿芝村、保宁村、凤凰村、大田村和大坪村。